# Fantasmas
Fantasmas, por vezes chamada de Os Fantasmas, foi uma banda de rock do brasil dos anos 1990, formada por André Gatti (guitarra e backing vocal), Gito Sales (guitarra, violão e backing vocal), Karina Hoffter (voz e backing vocal), Marcus Rey (bateria e backing vocal) e Emerson Mardhine (baixo e backing vocal).
Em 1992, a banda foi eleita o Melhor grupo de música popular no V Prêmio Sharp de Música Brasileira

## Músicas em Trilhas-Sonoras de Novela
- A música "Molhada" chegou a ser cogitada para fazer parte da trilha-sonora da novela Perigosas Peruas[4]

- Em 1993, a interpretação da banda para a canção “Ovelha Negra”, sucesso de Rita Lee, foi tema de Malu (Vivianne Pasmanter) na novela “Mulheres de Areia” (1993).[5][6]

## Discografia
- 1992 - Os Fantasmas (LP - BMG/Ariola)[7]

## Álbum Os Fantasmas
Em 1992, a banda Fantasmas lançou seu único álbum, auto-intitulado e pelo selo BMG/Ariola.

### Faixas
| Lado A |                       |                            |         |  |
| N.º    | Título                | Compositor(es)             | Duração |  |
| 1.     | "Bye Bye"             | Leoni/Léo Jaime            | 3:09    |  |
| 2.     | "Molhada"             | Os Fantasmas               | 3:42    |  |
| 3.     | "Deixa Estar"         | Milton Guedes              | 3:09    |  |
| 4.     | "Seu Jeito"           | Augusto César              | 3:20    |  |
| 5.     | "Até o Dia Amanhecer" | Os Fantasmas               | 3:51    |  |
| 6.     | "Noites Urbanas"      | Os Fantasmas/Augusto César | 3:49    |  |

| Lado B |                      |                |         |  |
| N.º    | Título               | Compositor(es) | Duração |  |
| 7.     | "Ovelha Negra"       | Rita Lee       | 3:53    |  |
| 8.     | "Paixão e Ódio"      | Os Fantasmas   | 4:17    |  |
| 9.     | "Perdida Numa Noite" | Os Fantasmas   | 3:36    |  |
| 10.    | "Tempo ao Tempo"     | Os Fantasmas   | 3:30    |  |
| 11.    | "Foi Assim"          | Os Fantasmas   | 3:57    |  |

### Recepção Crítica
| Críticas profissionais     | Críticas profissionais |
| Avaliações da crítica      | Avaliações da crítica  |
| Fonte                      | Avaliação              |
| -------------------------- | ---------------------- |
| Jornal Tribuna da Imprensa | [ 8 ]                  |

O jornal "O Fluminense" teceu críticas positivas, afirmando que apesar de "não ser nenhum fenômeno, as misturas de jazz com rock, heavy, bossa nova e música clássica são bastante interessantes". Já o jornal Tribuna da Imprensa fez uma crítica negativa, dando uma nota 1 de 5, e dizendo que o álbum resulta em "uma salada pop de difícil digestão".

## Prêmios e indicações
| Ano  | Prêmio                              | Categoria                      | Resultado | Ref.         |
| ---- | ----------------------------------- | ------------------------------ | --------- | ------------ |
| 1992 | V Prêmio Sharp de Música Brasileira | Melhor grupo de música popular | Venceu    | [ 3 ] [ 10 ] |